# Pinacoteca Nazionale di Bologna

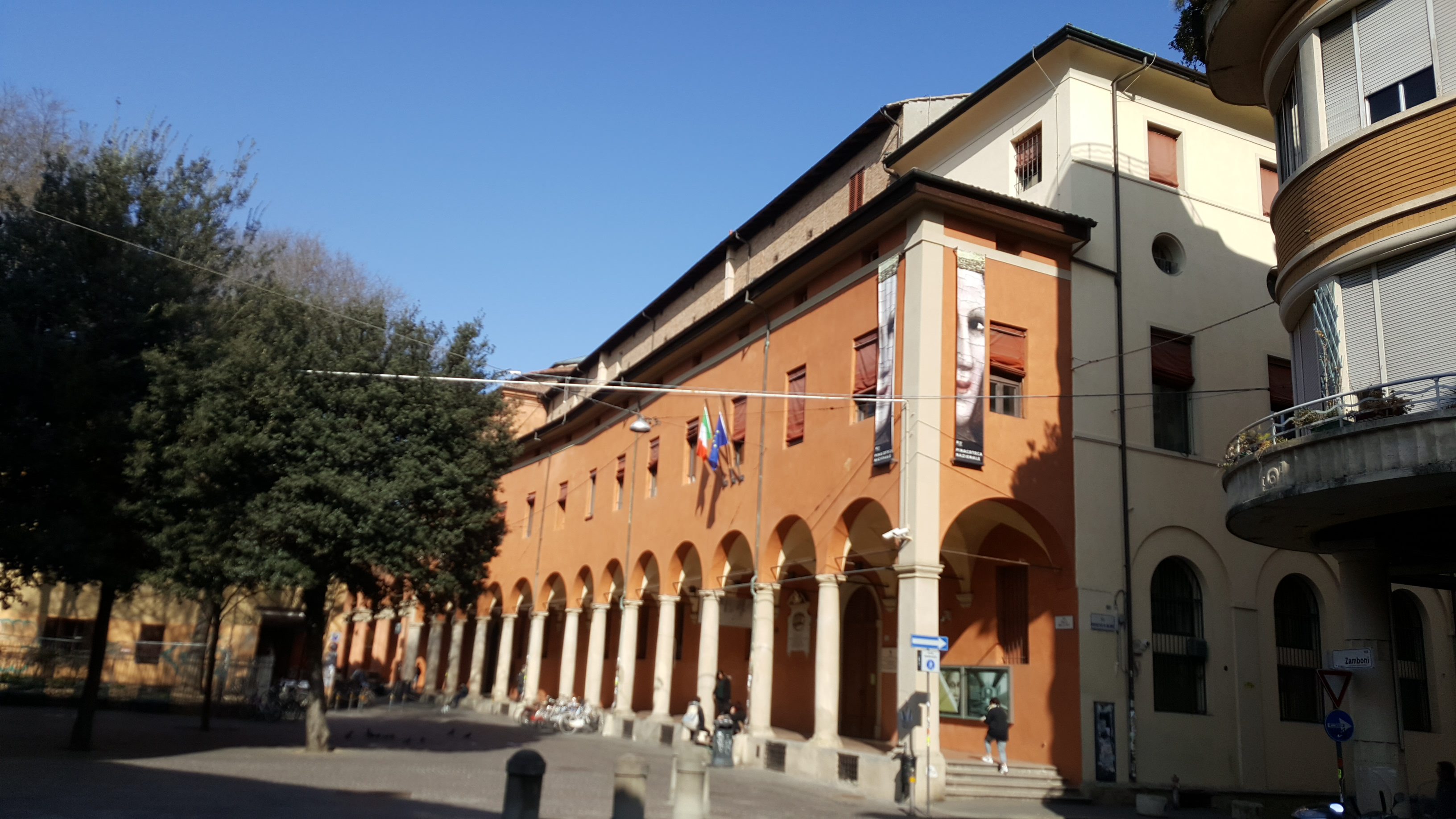
Außenansicht

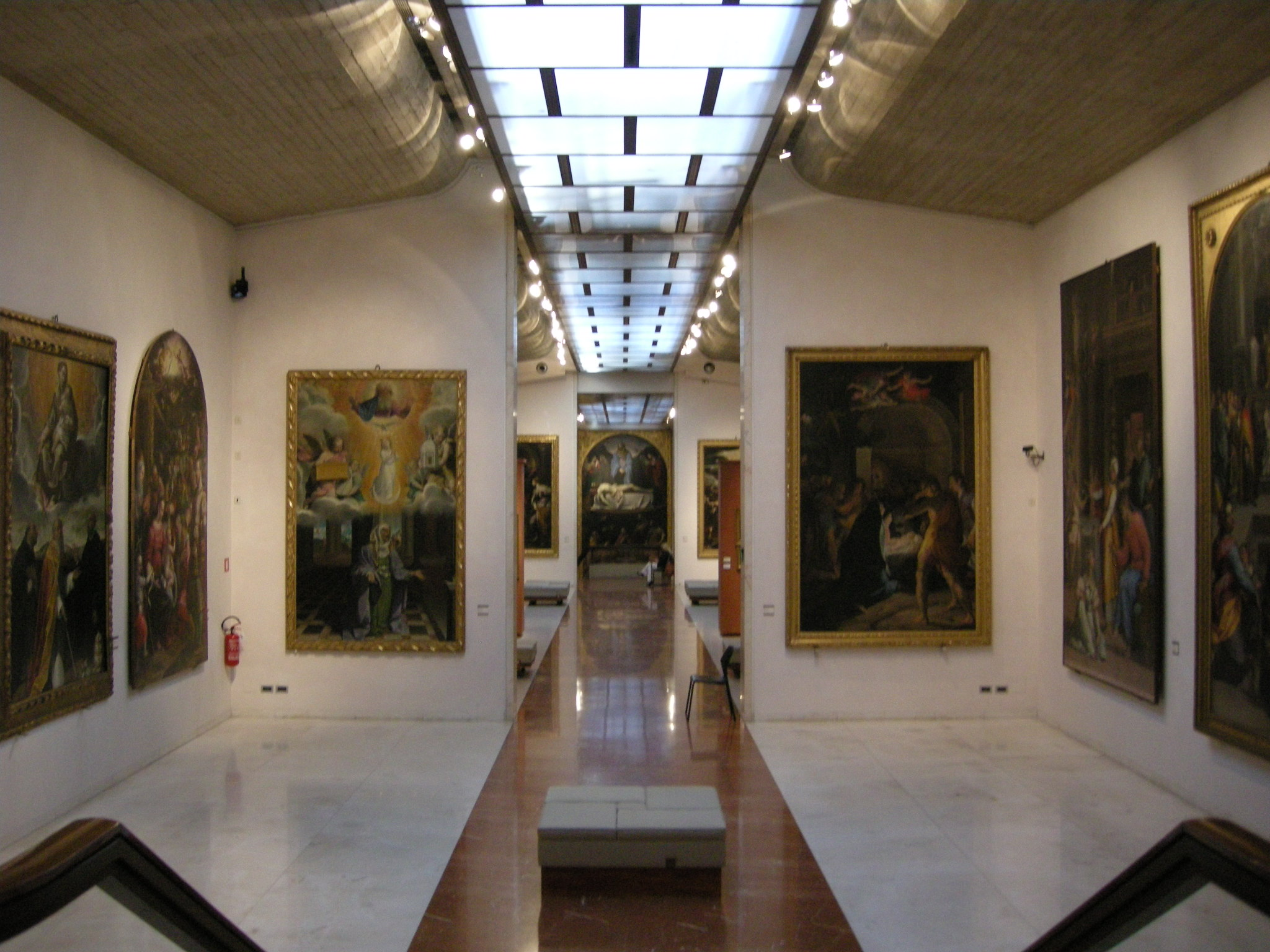
Blick in den Manierismus-Saal

Die Pinacoteca Nazionale di Bologna ist ein Kunstmuseum in Bologna und wird vom Ministerium für Kulturgüter, kulturelle Aktivitäten und Tourismus verwaltet. Die Sammlung umfasst Gemälde aus der Region Emilia vom 13. bis zum 18. Jahrhundert, vor allem Werke der Bologneser Schule, sowie wichtige Werke von Künstlern, die mit der Stadt verbunden waren.
Das Museum befindet sich im ehemaligen Jesuiten-Noviziat San Ignazio im Universitätsviertel (Via Belle Arti 56). Im selben Gebäude befindet sich die Akademie der Schönen Künste (Accademia di belle arti di Bologna), deren Vorgängerin die Accademia Clementina war. Eine erste Schenkung erhielt die Sammlung 1762 von Francesco Zambeccari. Im Zuge zahlreicher Kirchen- und Klosterauflösungen zwischen 1797 und 1810 wurde der Bestand erweitert, weitere Auflösungen brachten 1866 einen erneuten Zuwachs.

## Sammlung
(Auswahl)
- San Giorgio e il drago von Vitale da Bologna, um 1330–1335
- Le Nozze di Cana von Gaetano Gandolfi, 1775
- In Montagna von Francesco Filippini, 1890
- Scirocco in der Lagune von Venedig von Francesco Filippini, 1890

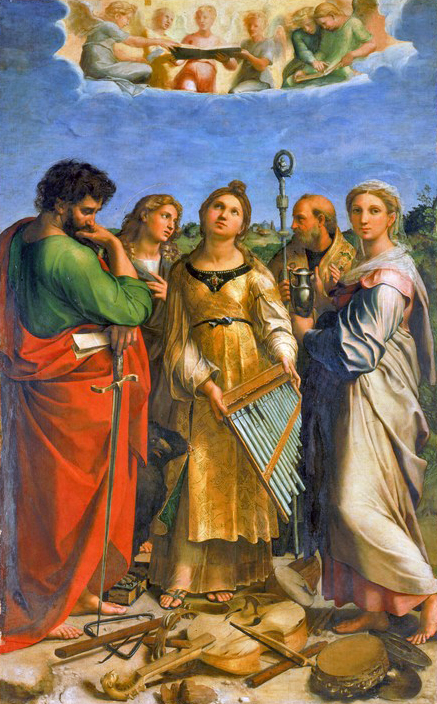
Estasi di Santa Cecilia (Die Verzückung der Heiligen Cäcilia) von Raffael, ca. 1514–1516
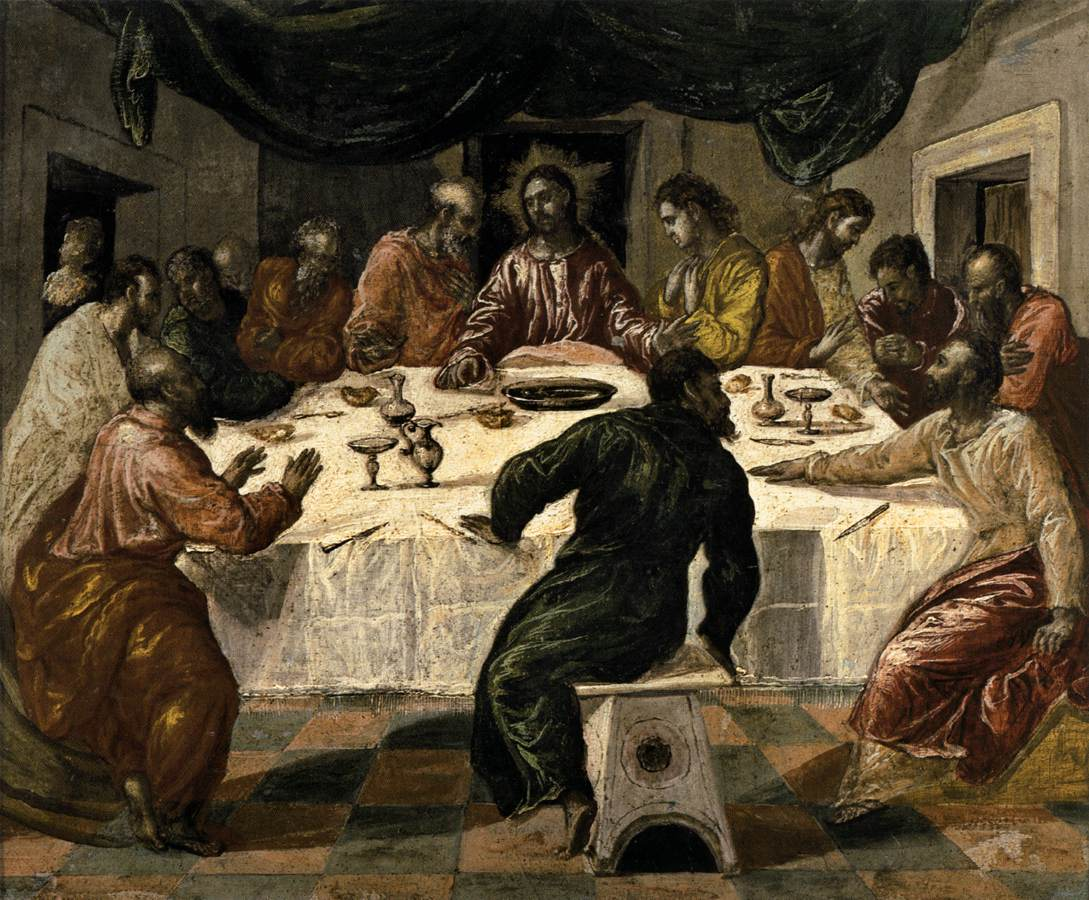
Ultima Cena (Abendmahl) von El Greco, ca. 1568
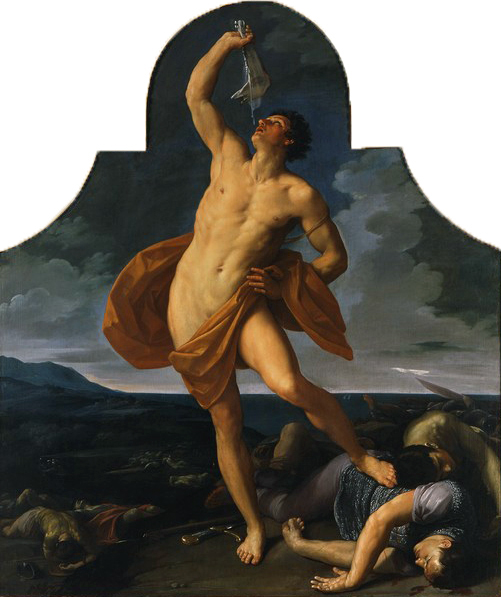
Sansone vittorioso (Triumph von Simson) von Guido Reni, ca. 1611–1619
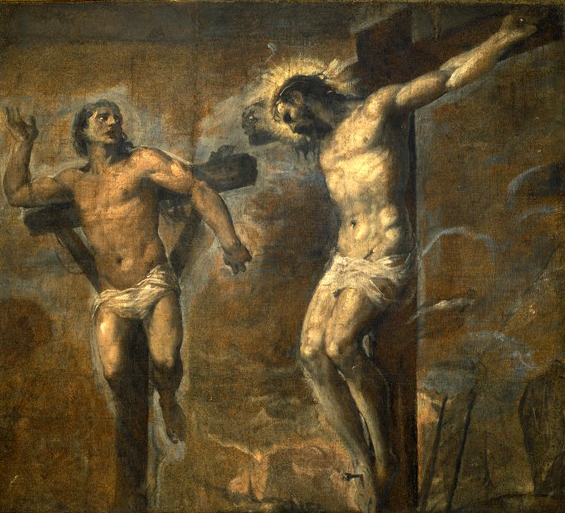
Gesù Cristo e il buon ladrone (Jesus und Dismas) von Tizian, ca. 1563
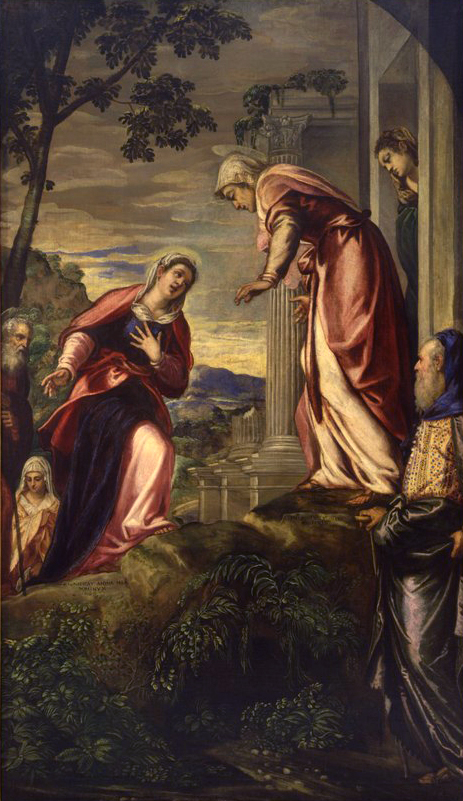
Visitazione con i santi Giuseppe e Zaccaria (Mariä Heimsuchung) von Jacopo Tintoretto, um 1550 (hier: Detail)
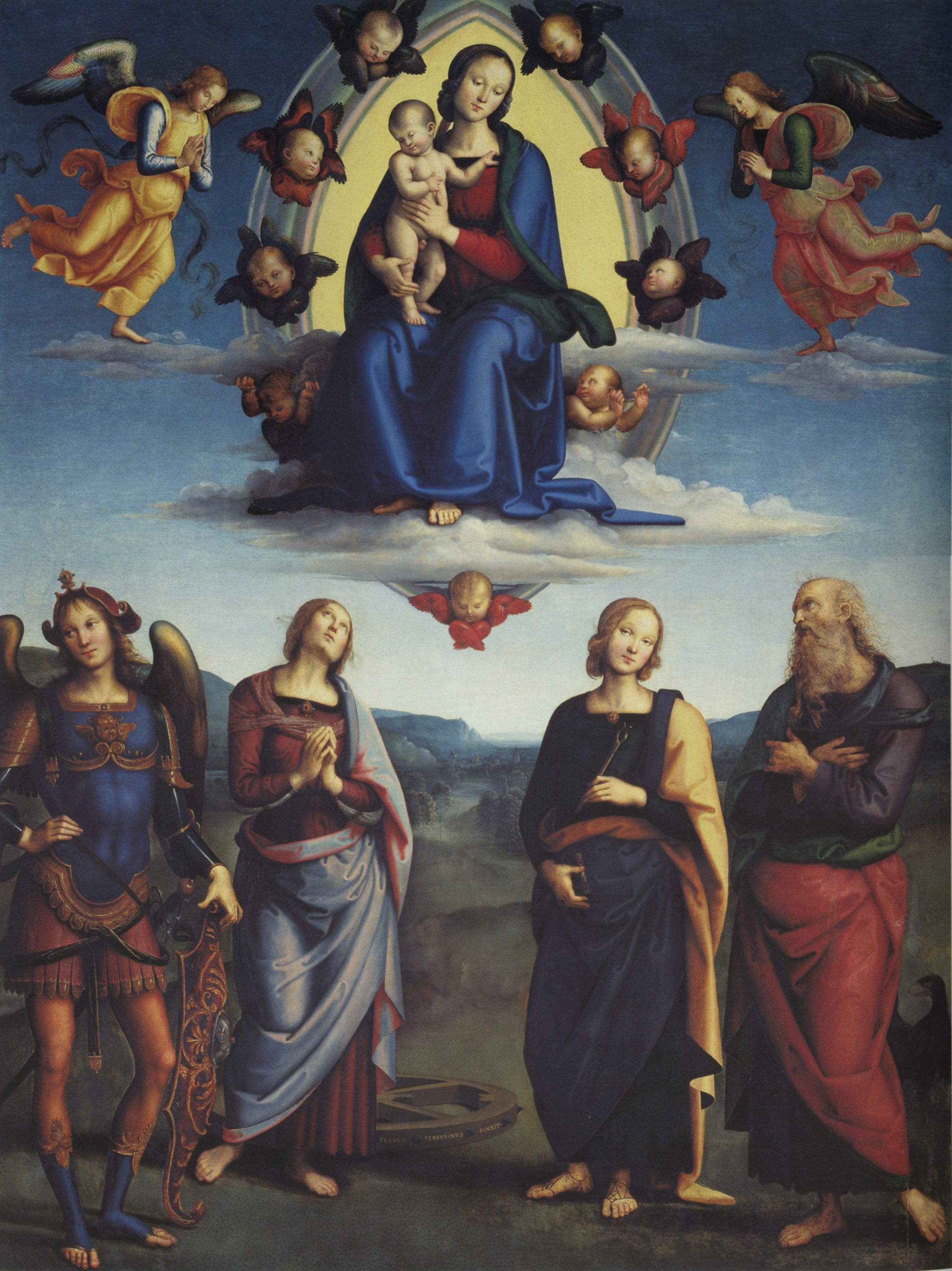
Madonna in gloria e santi (Madonna mit Kind und Heiligen) von Pietro Perugino, ca. 1500
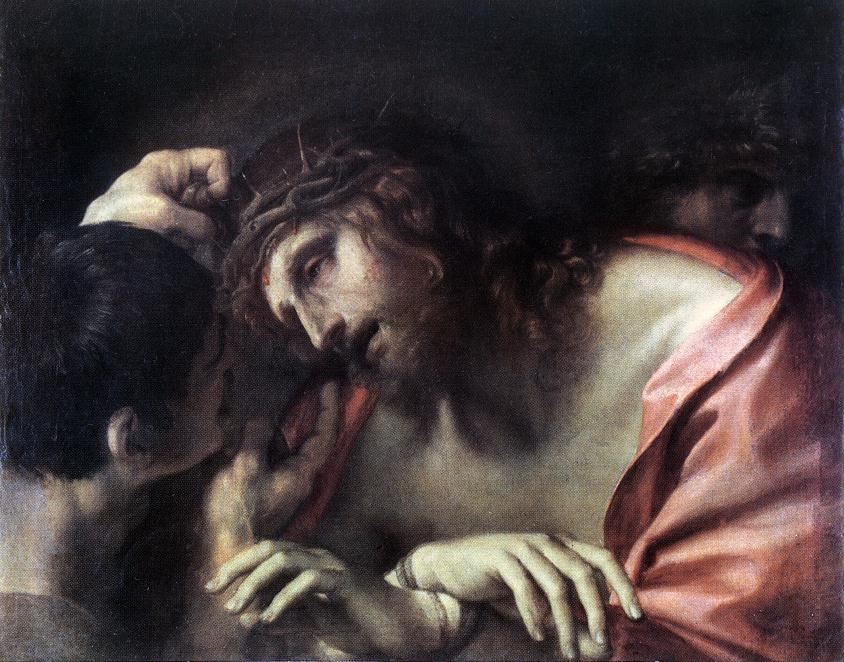
Cristo incoronato di spine (Die Verspottung Christi) von Annibale Carracci, ca. 1596–1600
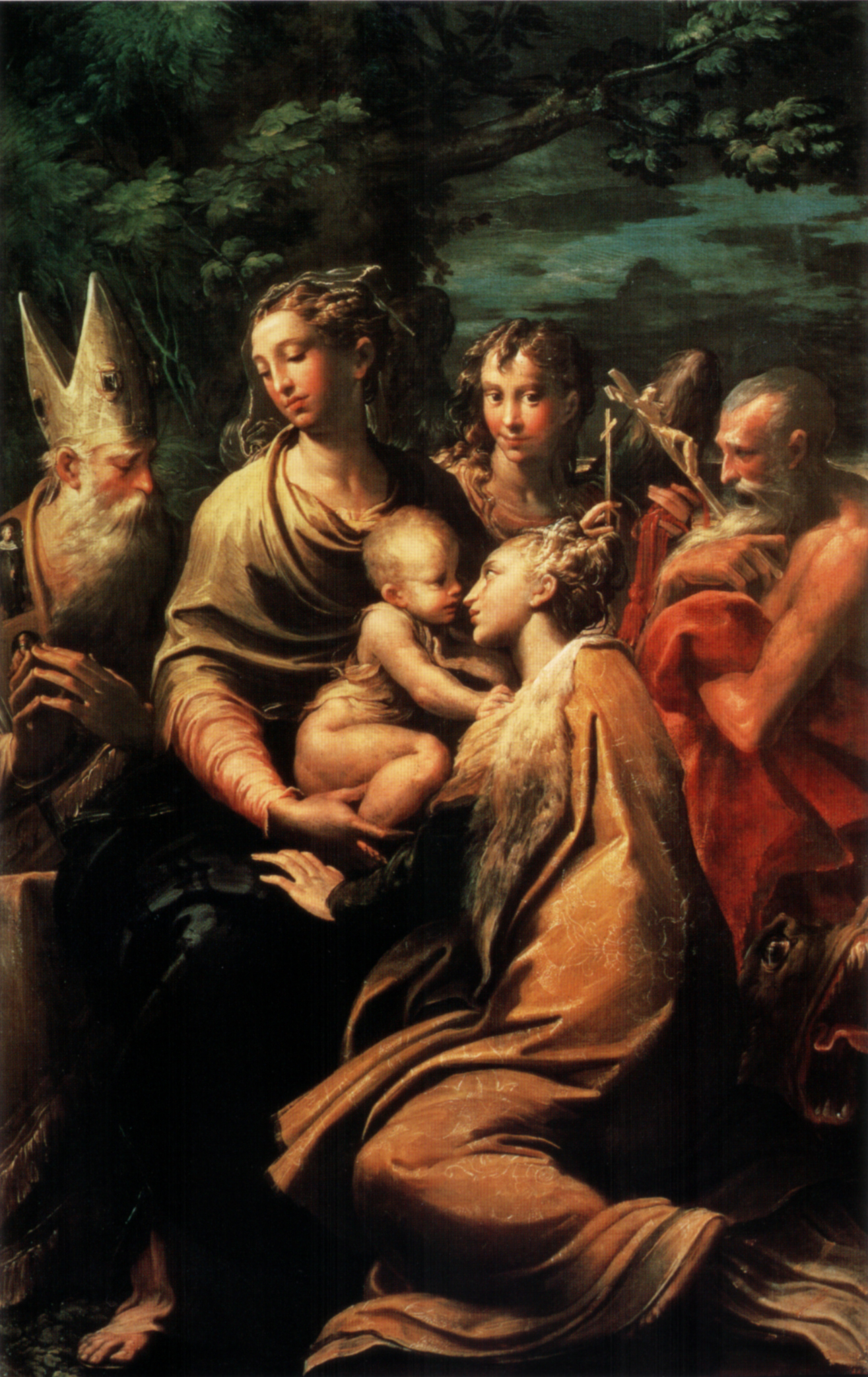
Madonna di Santa Margherita von Parmigianino, ca. 1520–1530
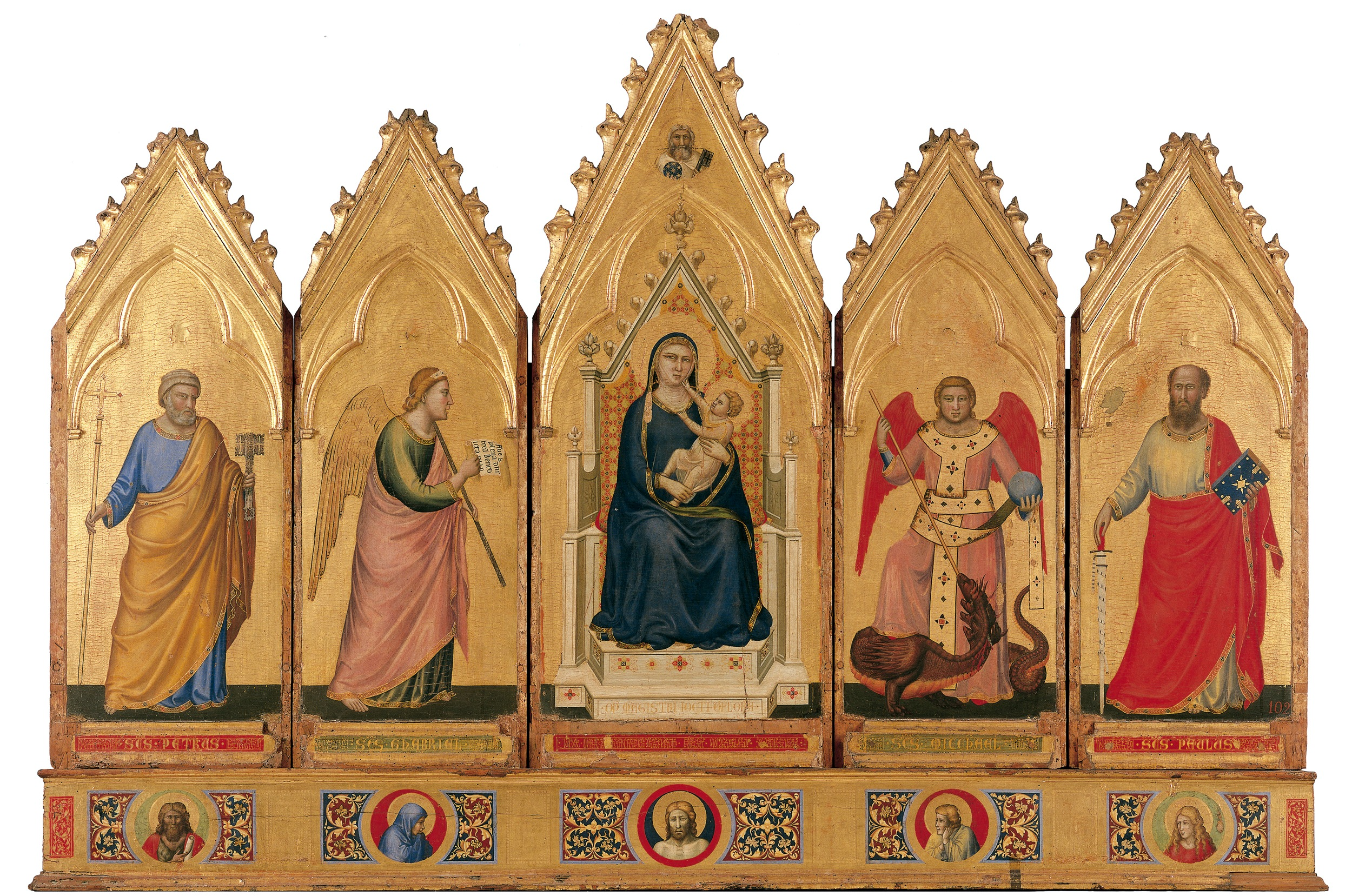
Polyptychon von Giotto di Bondone, ca. 1330
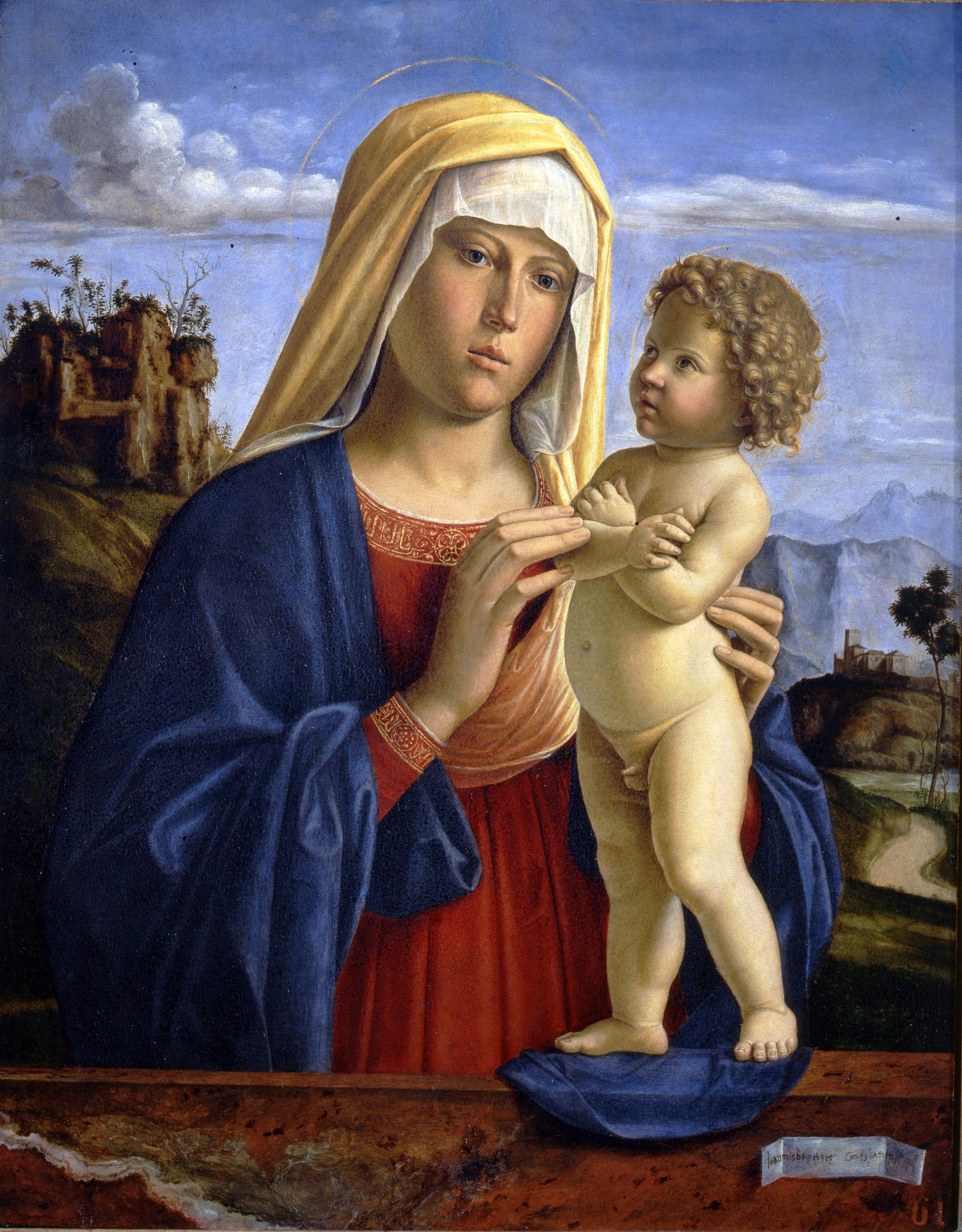
Madonna col Bambino (Madonna und Kind) von Cima da Conegliano
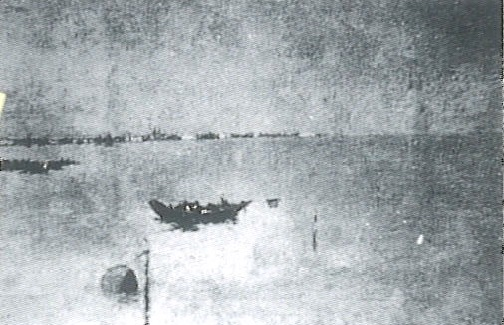
Francesco Filippini, Scirocco in laguna, 1882